# Thomas Enevoldsen
Thomas Enevoldsen (Aalborg, Dinamarca, 27 de julio de 1987) es un futbolista danés. Juega de centrocampista.

## Trayectoria
Thomas Enevoldsen ha jugado siempre en el Aalborg BK. Primero fue en las categorías inferiores, y a partir de 2005 con la primera plantilla del club. Conquista el título de Liga en 2008.
Algunos medios de comunicación han informado del posible interés del West Ham inglés y del Benfica portugués en contratarle.
Vida privada
El padre de Thomas Enevoldsen es Peter Enevoldsen, exfutbolista y actual entrenador del Thisted FC.
Su hermano Simon Enevoldsen también es futbolista.

## Selección nacional
Ha sido internacional con la selección de Dinamarca en 11 ocasiones anotando 1 gol.
Ha sido internacional con las selecciones Sub-21, Sub-20, Sub-19 y Sub-18  en 26 ocasiones.

## Clubes
| Club                 | País           | Año        |
| -------------------- | -------------- | ---------- |
| Aalborg Boldspilklub | Dinamarca      | 2005-2009  |
| FC Groningen         | Países Bajos   | 2009- 2012 |
| RKV Malinas          | Bélgica        | 2012-2015  |
| Aalborg BK (Cedido)  | Dinamarca      | 2014-2015  |
| Aalborg BK           | Dinamarca      | 2015-2017  |
| NAC Breda            | Países Bajos   | 2017- 2018 |
| Orange County        | Estados Unidos | 2018       |
| Indy Eleven          | Estados Unidos | 2019       |
| Sacramento Republic  | Estados Unidos | 2019       |
| Orange County SC     | Estados Unidos | 2020-2021  |
| Hobro IK (Cedido)    | Dinamarca      | 2020       |

## Títulos
- 1 Liga de Dinamarca (Aalborg BK, 2008)